# La Pera, Michoacán de Ocampo
La Pera är en ort i Mexiko.   Den ligger i kommunen Zitácuaro och delstaten Michoacán de Ocampo, i den södra delen av landet, 130 km väster om huvudstaden Mexico City. La Pera ligger 1 989 meter över havet och antalet invånare är 265.
Terrängen runt La Pera är lite bergig. Runt La Pera är det ganska glesbefolkat, med 47 invånare per kvadratkilometer. Närmaste större samhälle är Heróica Zitácuaro, 11,5 km norr om La Pera. I omgivningarna runt La Pera växer huvudsakligen savannskog.